# Liste der Monuments historiques in Chenecey-Buillon
Die Liste der Monuments historiques in Chenecey-Buillon führt die Monuments historiques in der französischen Gemeinde Chenecey-Buillon auf.

## Liste der Immobilien
| Bezeichnung          | Beschreibung                                               | Standort                            | Kennzeichnung | Schutzstatus | Datum | Bild           |
| -------------------- | ---------------------------------------------------------- | ----------------------------------- | ------------- | ------------ | ----- | -------------- |
| Château de Charencey | Ruine einer Höhenburg, erstmals im 12. Jahrhundert erwähnt | Chenecey, nördlich des Ortes (Lage) | PA00101777    | Classé       | 1991  | weitere Bilder |

## Liste der Objekte
| Bezeichnung                | Beschreibung            | Standort                                                  | Kennzeichnung | Schutzstatus | Datum | Bild |
| -------------------------- | ----------------------- | --------------------------------------------------------- | ------------- | ------------ | ----- | ---- |
| Skulptur Heiliger Eligius  | Marmor, 16. Jahrhundert | Chenecey, in der Kirche Exaltation-de-la-Ste-Croix (Lage) | PM25000549    | Classé       | 1962  |      |
| Kanzel                     | Holz, 18. Jahrhundert   | Chenecey, in der Kirche Exaltation-de-la-Ste-Croix (Lage) | PM25000551    | Classé       | 1975  |      |
| Skulptur Heilige Katharina | Stein, 16. Jahrhundert  | Chenecey, in der Kirche Exaltation-de-la-Ste-Croix (Lage) | PM25000550    | Classé       | 1962  |      |